# Sonata per pianoforte n. 3 (Brahms)
La Sonata per pianoforte n. 3 in fa minore, op. 5, è una composizione di Johannes Brahms.

## Storia
La Sonata fu scritta nel 1853 e pubblicata l'anno successivo. Ha dimensioni più ampie del consueto, comprendendo cinque movimenti (anziché tre o quattro come di regola).
Composta a Düsseldorf, è l'ultima delle tre sonate per pianoforte di Brahms. Fu presentata a Robert Schumann nel novembre del 1853; è l'ultima delle opere che Brahms (all'epoca appena ventenne) sottopose all'approvazione di Schumann prima di pubblicarle.  La Sonata è dedicata alla contessa Ida von Hohenthal di Lipsia.

## Forma
La sonata si articola in cinque movimenti:
- Allegro maestoso (fa minore, termina in fa maggiore);
- Andante. Andante espressivo - Andante molto (la bemolle maggiore  - re bemolle maggiore);
- Scherzo. Allegro energico avec trio (fa minore - re bemolle maggiore - fa minore);
- Intermezzo (Rückblick / Regard en arrière) Andante molto (si bemolle minore);
- Finale. Allegro moderato ma rubato (fa minore, termina in fa maggiore).

La durata media è di circa trenta o quaranta minuti, a seconda che vengano rispettati o meno i segni di ripetizione.

## Analisi
Il primo movimento, in forma sonata, inizia con degli accordi in fortissimo che si estendono quasi sull'intero registro del pianoforte. Il primo tema è in fa minore, seguito da un breve episodio in do minore. Dopo un ritorno del primo tema, l'area del secondo tema inizia in la bemolle maggiore e termina in re bemolle maggiore. L'esposizione è ripetuta, e ad essa fa seguito una sezione di sviluppo molto complessa, in cui ritorna l'episodio in do minore sopra menzionato. Dopo l'inizio della ripresa si passa direttamente al secondo tema, trasposto in fa maggiore, omettendo l'episodio in do minore. Il primo movimento termina con una estesa coda.
Il secondo movimento inizia con una citazione, apposta sopra il pentagramma, tratta da una poesia firmata da C. O. Sternau (pseudonimo di Otto Inkermann):
| Der Abend dämmert, das Mondlicht scheint, Da sind zwei Herzen in Liebe vereint Und halten sich selig umfangen | Scende oscura la sera, brilla il chiaro di luna E qui due cuori uniti nell'amore, si tengono beatamente abbracciati. |

In questo secondo movimento si alternano due temi principali (rispettivamente in la bemolle maggiore e in re bemolle maggiore), che forse simboleggiano i "due cuori" della poesia. Re bemolle maggiore è anche la tonalità con cui il movimento si conclude. Anche questo movimento di chiude con una Coda.
Il terzo movimento, uno Scherzo con relativo Trio, ha un inizio in fa minore piuttosto tumultuoso, cui si contrappone il Trio, di carattere calmo e lirico. Il Trio riprende, alla propria chiusura, il materiale tematico iniziale del movimento; dopodiché lo Scherzo viene ripetuto nella sua interezza.
Al quarto movimento, indicato come Intermezzo, Brahms diede il titolo "Rückblick" (letteralmente "sguardo retrospettivo"). Esso inizia con lo stesso tema iniziale del secondo movimento, ma nella tonalità di si bemolle minore.
Il quinto movimento è un rondò nella tonalità di fa minore. Propone varie idee musicali, che ritornano legate insieme nella virtuosistica e trionfale chiusura del movimento. Il primo couplet del rondò comincia con un tema composto dalle note fa, la, mi - in tedesco F, A, E, iniziali del motto (coniato dall'amico di Brahms Joseph Joachim) Frei aber einsam ("libero ma solitario"). Il movimento termina in fa maggiore.

## Critica
Riferendosi a tutte e tre le Sonate per pianoforte solo di Brahms, Piero Rattalino ha scritto: «L'inventiva tematica e la capacità di dominare le forme, il contrasto tra il gesto eroico e la profonda malinconia, la scrittura massiccia, piena, personale fanno delle tre Sonate ben più delle opere di un esordiente: sono tre lavori monumentali, che si pongono imperiosamente come manifesto di neoclassicismo e come ripresa dell'umanesimo profetico di Beethoven».

## Interpretazioni
Famosissime le interpretazioni di pianisti del passato quali Wilhelm Kempff ed Edwin Fischer. 
Oltre all'interpretazione di Julius Katchen (facente parte della sua fondamentale edizione integrale delle composizioni di Brahms per pianoforte solo), si segnalano tra molte altre quelle di Claudio Arrau, di Evgeny Kissin di Vladimir Ashkenazy di Radu Lupu e di Krystian Zimerman